# Puchar Polski w piłce siatkowej kobiet (1934)
Puchar Polski w piłce siatkowej kobiet 1934 (Puchar PZGS) – 3. sezon rozgrywek o siatkarski Puchar Polski, zwany także zimowymi mistrzostwami Polski. W turnieju mogły wziąć udział drużyny, które zwyciężyły w eliminacjach okręgowych.

## Rozgrywki
Uczestniczące w rozgrywkach drużyny grały systemem każda drużyna z każdą.
 Wyniki meczów
| Data       | Drużyna 1    | Wynik | Drużyna 2   | Sety                |
| ---------- | ------------ | ----- | ----------- | ------------------- |
| 04.02.1934 | HKS Łódź     | 2:0   | AZS Wilno   | 15:5, 15:3          |
| 04.02.1934 | AZS Warszawa | 2:0   | YMCA Kraków | 15:2, 15:8          |
|            |              |       |             |                     |
| 04.02.1934 | AZS Wilno    | 2:0   | Gryf Toruń  | 15:5, 15:12         |
| 04.02.1934 | HKS Łódź     | 2:1   | YMCA Kraków | 15:12, 14:16, 15:11 |
|            |              |       |             |                     |
| 04.02.1934 | AZS Warszawa | 2:0   | Gryf Toruń  | 15:1:15:1           |
| 04.02.1934 | AZS Warszawa | 2:0   | AZS Wilno   | 15:5 15:5           |
|            |              |       |             |                     |
| 04.02.1934 | HKS Łódź     | 2:0   | Gryf Toruń  | 15:0, 15:1          |
| 04.02.1934 | YMCA Kraków  | 2:0   | Gryf Toruń  | 15:2 15:9           |
|            |              |       |             |                     |
| 04.02.1934 | AZS Warszawa | 2:1   | HKS Łódź    | 15:12, 13:15, 15:9  |
| 04.02.1934 | YMCA Kraków  | 2:0   | AZS Wilno   | 15:6, 15:6          |

## Skład zdobywcy pucharu Polski
- AZS Warszawa: Irena Brzustowska, Alicja Piotrowska, Edyta Holfeierówna, Halina Bielecka, Maria Włastelica, Barbara Cegielska.

## Klasyfikacja końcowa
| Miejsce | Drużyna      | Zwycięstwa | Sety | Punkty  |
| ------- | ------------ | ---------- | ---- | ------- |
| złoto   | AZS Warszawa | 4          | 8:1  | 133:58  |
| 2.      | HKS Łódź     | 3          | 7:3  | 140:91  |
| 3.      | YMCA Kraków  | 2          | 5:4  | 109:101 |
| 4.      | AZS Wilno    | 1          | 2:6  | 60:107  |
| 5.      | Gryf Toruń   | 0          | 0:8  | 31:120  |